# Cá vược sọc
Cá vược sọc (Danh pháp khoa học: Morone saxatilis) hay còn được gọi là cá hanh xanh hay còn gọi bằng tên tiếng Anh là Striper là một loài cá vược trong họ Moronidae. Chúng là loài cá rất thông dụng trong môn câu cá giải trí.

## Đại cương

### Phân bố
Cá vược sọc có nguồn gốc ở bờ biển Đại Tây Dương của Bắc Mỹ từ sông St Lawrence vào Vịnh Mexico đến Louisiana. Chúng là loài cá đặc trưng của tiểu bang Maryland, Rhode Island và Nam Carolina và loài cá biển của New York, New Jersey, Virginia, và New Hampshire.
Chúng cũng được tìm thấy ở lưu vực sông Minas, sông Gaspereau, và eo biển Northumberland ở Nova Scotia, Canada, và sông Miramichi và Saint John River ở New Brunswick, Canada. Cá vược sọc đã được du nhập đến bờ biển Thái Bình Dương của Bắc Mỹ cho các mục đích của câu cá giải trí và là một động vật ăn thịt để kiểm soát quần thể cá bẹ Mỹ.

### Đặc điểm
Cơ thể chúng có một sự sắp xếp hợp lý, cơ thể bạc đánh dấu với các sọc đen chạy dọc từ phía sau mang đến gốc đuôi. Các khoa học ghi nhận tối đa trọng lượng là 57 kg (126 lb). Kích thước thông thường trưởng thành là 120 cm (3,9 ft). Chúng được cho là sống đến 30 năm. Chiều dài tối đa là 1,8 m (5,9 ft). Kích thước trung bình là khoảng 67–100 cm (2,20-3,28 ft) và 4,5-14,5 kg (9,9-32,0 lb). Chúng là những con cá bơi ngược sông di cư giữa nước ngọt và nước mặn. Đẻ trứng diễn ra ở nước ngọt.

## Giá trị

### Câu cá
Cá vược sọc có giá trị đáng kể cho câu cá thể thao, và đã được du nhập với nhiều tuyến đường thủy bên ngoài phạm vi tự nhiên của chúng. Một loạt các phương pháp câu cá được sử dụng, cá này sẽ mất một số lượng mồi tươi sống, bao gồm hàu, nghêu, cá chình, sâu cát, cá trích, trùn đất, cá thu. Con cá sọc lớn nhất từng được chụp bởi câu cá là một con năng 81,88-lb (37.14 kg) mẫu vật lấy từ một chiếc thuyền ở Long Island Sound, gần Outer Southwest Reef, ngoài khơi bờ biển của Westbrook, Connecticut.

### Ẩm thực

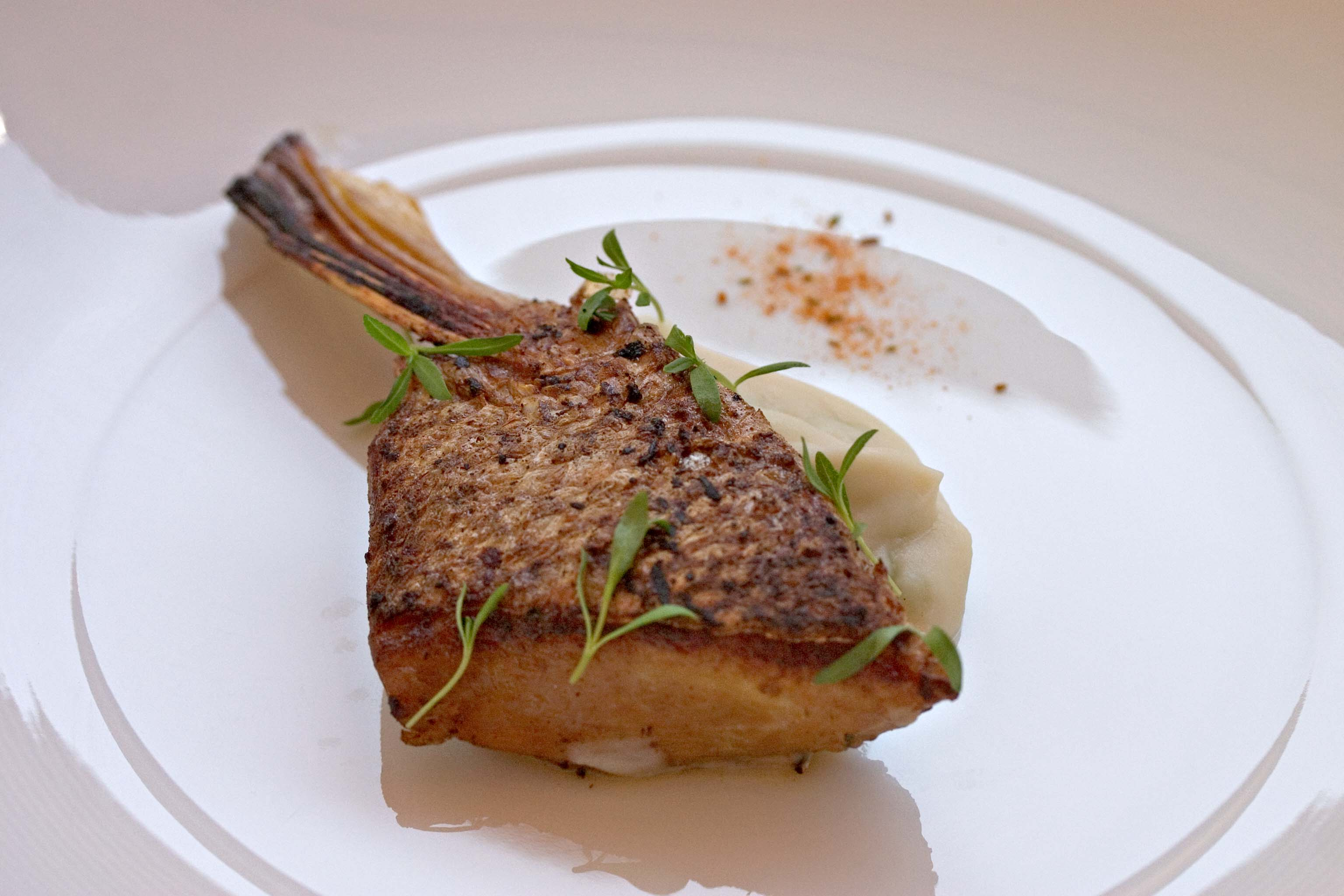
Cá vược sọc nướng

Cá vược sọc có thịt màu trắng với một hương vị nhẹ và một kết cấu vừa phải. Nó linh hoạt ở chỗ nó có thể được nấu chín bằng cách sử dụng nhiều phương pháp, trong đó có nướng, hấp, luộc, nướng, đút lò, chiên (bao gồm cả bột chiên). Các xác thịt cũng có thể được ăn tái hoặc ngâm. Cá vược sọc có thịt chắc và thơm với một mảnh lớn. Cá được dễ dàng nướng phi lê, và do đó được phổ biến. Loại cá này ăn rất ngon khi nướng trui, cuốn bánh tráng mỏng ăn với rau thơm, dứa ngọt, chuối chát, đồ chua (cà rốt và củ cải) rồi chấm mắm nêm giống như món cá lóc nướng trui ở Việt Nam.